# Darryl A. Williams

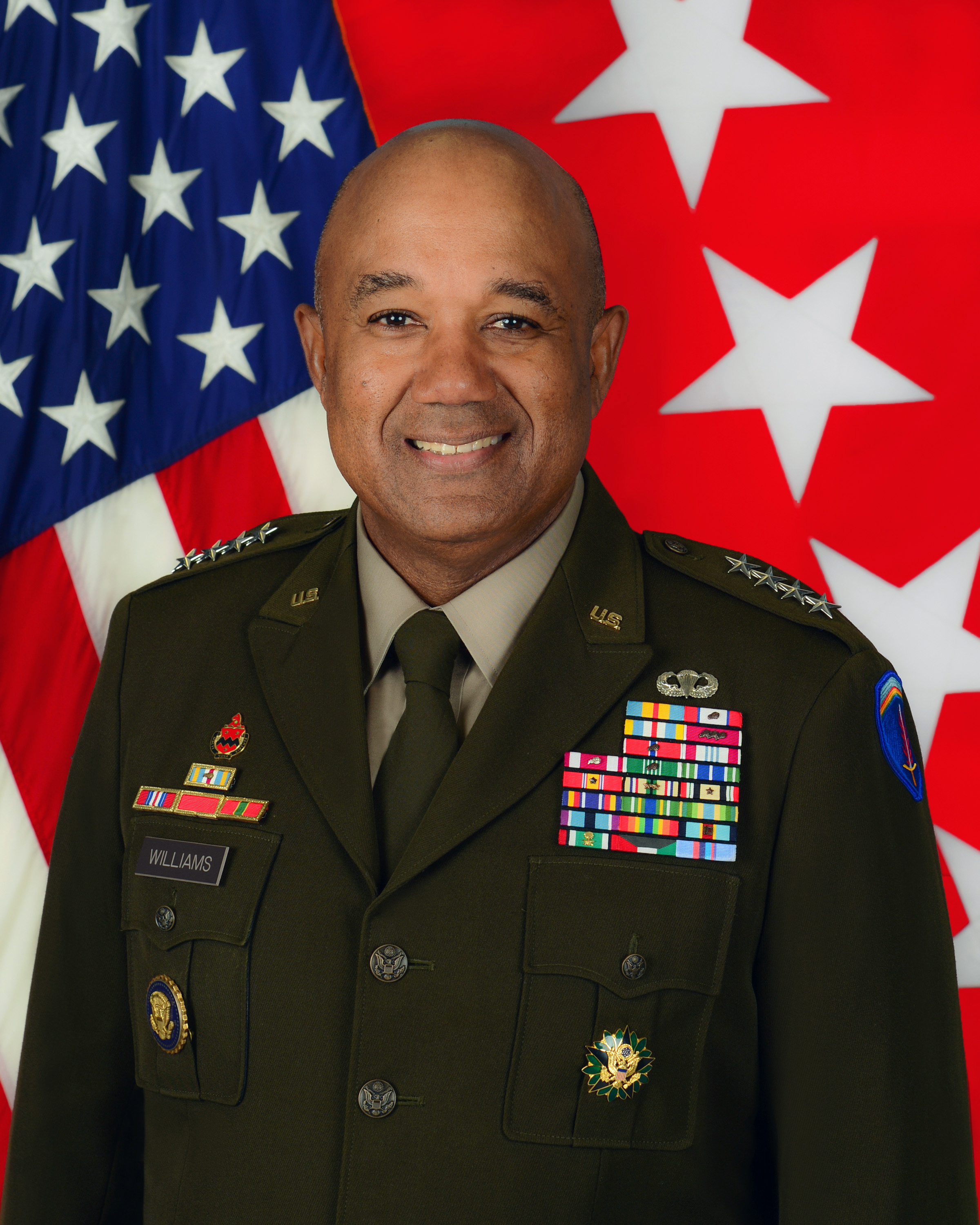
Darryl A. Williams (2022)

Darryl A. Williams (* 22. Juni 1961 in Alexandria, Virginia, Vereinigte Staaten) ist ein pensionierter General in der US-Armee, der bis Juni 2022 als 60. Superintendent der Militärakademie der Vereinigten Staaten tätig war. Zudem war er in dieser Position der erste African American. Von Juni 2022 bis Dezember 2024 war er als General Kommandeur des Großverbands United States Army Europe and Africa mit Hauptquartier in Wiesbaden.

## Leben und Karriere
Williams wuchs in Virginia auf und besuchte bis 1979 die Mount Vernon High School. In den folgenden vier Jahren absolvierte er die United States Military Academy in West Point. Nach seiner Graduation wurde er als Leutnant der Feldartillerie zugeteilt. In der Armee durchlief er anschließend alle Offiziersränge bis zum Vier-Sterne-General. Während seiner langen Dienstzeit besuchte er auch einige Fort- und Weiterbildungskurse der Armee. Dazu gehörten der Field Artillery Officer Basic und Advanced Course, das Command and General Staff College, die School of Advanced Military Studies und das Naval War College.
Er wurde zunächst nach Schweinfurt versetzt, wo er als Stabsoffizier bei der 3. Infanteriedivision tätig war. Anschließend war er für einige Zeit in Fort Bragg in North Carolina stationiert. Später war er mit der XVIII Luftlandedivision im Zweiten Golfkrieg eingesetzt. Es folgte eine Versetzung an die Militärakademie nach West Point, wo er als Stabsoffizier tätig war. Während des Irakkriegs kommandierte Williams die Artillerie der 1. Panzerdivision. In den folgenden Jahren tat er hauptsächlich als Stabsoffizier in verschiedenen Hauptquartieren Dienst. Unter anderem war er als Deputy Chief of Staff für Operationen (G3) bei der United States Army Europe (UAREUR) in Wiesbaden tätig. Er wurde auch stellvertretender Kommandeur des United States Army Warrior Transition Commands, dessen Aufgabe darin besteht schwerverwundeten Soldaten und deren Angehörigen beizustehen. Für einige Zeit war er auch in Südkorea stationiert, wo er bei der 2. Infanteriedivision als Deputy Commanding General for Support für den Nachschub zuständig war.
Zwischen 2014 und 2016 hatte Williams das Kommando über die United States Army Africa (USARAF), deren Hauptquartier sich in Vicenza in Italien befand. In dieser Funktion war er auch in mit der Operation United Assistance betraut, die einen Ebola-Ausbruch in Liberia bekämpfte. Danach war er von 2016 bis 2018 Kommandeur des Allied Land Command, dessen Hauptquartier sich bei Izmir in der Türkei befindet. Im Jahr 2018 löste er Robert L. Caslen als Superintendent der Militärakademie West Point ab. Dieses Amt bekleidete er bis Juni 2022. Am 28. Juni 2022 übernahm er das Kommando über die United States Army Europe and Africa mit Hauptquartier in Wiesbaden. Er übergab das Kommando am 10. Dezember 2024 an Christopher T. Donahue und wurde Anfang 2025 in den Ruhestand versetzt.

## Orden und Auszeichnungen
In seiner bisherigen militärischen Laufbahn erhielt Darryl  Williams unter anderem folgende Auszeichnungen:
- Presidential Service Badge
- Overseas Service Bar (4-Stück)
- Army Distinguished Service Medal
- Defense Superior Service Medal
- Legion of Merit
- Bronze Star Medal
- Defense Meritorious Service Medal
- Meritorious Service Medal
- Army Commendation Medal
- Joint Meritorious Unit Award
- Valorous Unit Award
- Meritorious Unit Commendation
- Superior Unit Award
- National Defense Service Medal
- Southwest Asia Service Medal
- Iraq Campaign Medal
- Global War on Terrorism Service Medal
- Korea Defense Service Medal
- Armed Forces Service Medal
- Humanitarian Service Medal
- Army Service Ribbon
- Army Overseas Service Ribbon
- Kuwait Liberation Medal (Saudi-Arabien)
- Kuwait Liberation Medal (Kuwait)